# Politisk boss

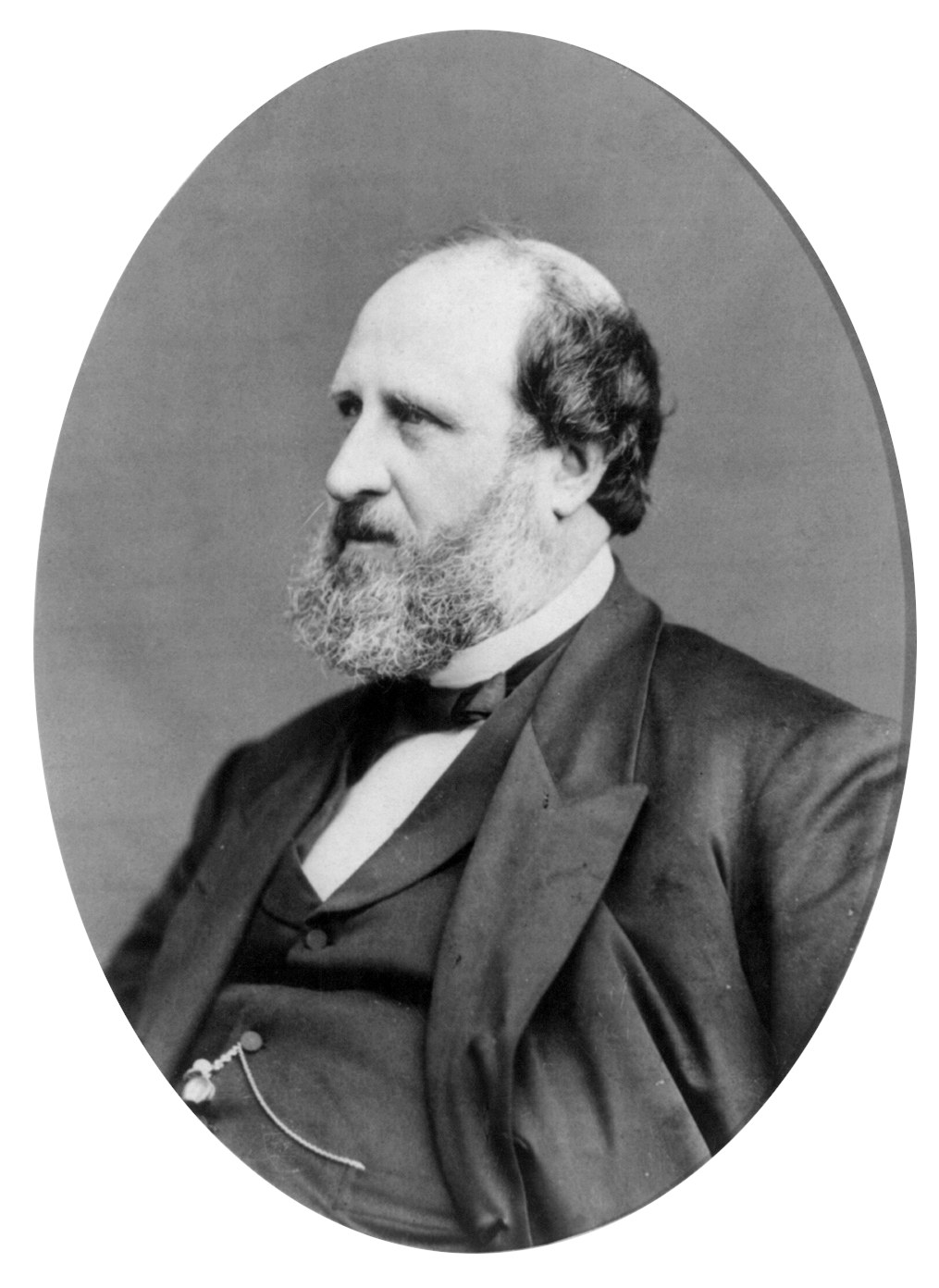
William Tweed, politisk boss i New York.

En boss kallas inom amerikansk politik en person som de facto styr en viss politisk region eller valkrets. En boss kan diktera röster, bestämma över utnämningar och ha betydande inflytande i andra politiska processer. De flesta bossar innehade själva inte någon egen politisk befattning.
Under 1800- och tidiga 1900-talet spelade politiska bossar en viktig roll i politiken i USA. I sydstaterna kan nämnas populistiska politiker som Huey Long. Den kanske mest ökända politiska bossen var Boss Tweed i New York. Liknande fanns i de flesta större amerikanska städer, till exempel Thomas J. Pendergast som styrde den demokratiska partiapparaten i Kansas City. Den sista av de större politiska bossarna anses vara Richard J. Daley, borgmästare i Chicago 1955-1976. 
Bossvälde förknippas ofta med korruption och organiserad brottslighet och har ofta ansetts undergräva demokratin. Bossvälde existerar fortfarande, speciellt i utvecklingsländer, och det finns drag av det inom många politiska områden, även om det är betydligt ovanligare idag.

### Översättning
Den här artikeln är helt eller delvis baserad på material från engelskspråkiga Wikipedia.